# Corpus Christi College (Vancouver)
Il Corpus Christi College (CCC) è un'università di indirizzo cattolico con sede a Vancouver, nella Columbia Britannica, Canada.
È un'istituzione di tradizione gesuita. Il college è affiliato alla University of British Columbia.